# Сони центар
Сони центар је комплекс зграда на Потсдамер плацу чију је изградњу финансирала јапанска компанија Сони. Налази се у једном од најважнијих делова Берлина. Комплекс је отворен 2000. године. 

## Историја
Почетком 20. века простор данашњег Сони центра припадао је једној од најгушћих саобраћајници Европе. Током Другог светског рата већина зграда је порушено. Од 1961. већи део области постаје површина ничије земље Берлинског зида. Све зграде које су преживеле бомбардовање су срушене. После пада Берлинског зида 9. новембра 1989. трг је поново постао центар пажње као велика атрактивна локација у центру европске престонице. Трг је подељен на четири парцеле од којих је другу по величини откупио Сони са планом да ту сагради своје европско представништво.
Архитекти Хелмутану Јанау била је потребна готово једна деценија до отварање свог најскупљег пројекта. Изградња Сони центра коштала је осамсто милиона америчких долара. У фебруару 2008. Сони је своје европско представништво продао за мање од 600 милиона евра групи америчких и немачких инвестиционих фондова, укључујући и Морган Стенли..

## Атракција
Сони центар је претворен у забавни, угоститељски, културни и пословни центар. У њему се налазе неколико продавница, ресторана, луксузних апартмана, хотелских соба, биоскопских и позоришних дворана.. Велики део простора претворен је у канцеларије и конференцијске сале. Постоји и мања реплика Леголенда као и Сони стајл продавница. Цео простор покривен је бесплатном интернет конекцијом. 